# Tucumã
Tucumã este un oraș în Pará (PA), Brazilia.